# Yamato 1
Yamato 1 — экспериментальное судно, построенное в начале 1990-х годов Mitsubishi Heavy Industries, дочерним предприятием японского конгломерата Mitsubishi. Судно оснащено магнитогидродинамическим приводом на основе МГД-генератора. В схему генератора входят сверхпроводники, охлаждаемые жидким гелием. Двигатель создаёт движущую силу за счёт МГД-эффекта, прилагая магнитное поле к электропроводящей жидкости. Рабочим телом для МГД-генераторов судна (их в конструкции два) является морская вода. Двигательная установка не имеет движущихся частей.
Судно было испытано в гавани города Кобе в июне 1992 года и (несмотря на более высокие расчётные данные) достигло максимальной скорости около 15 км/ч. Результат работы — доказательство принципиальной применимости МГД-двигателей на водном транспорте. Однако, сложность и дороговизна конструкции при малых практических результатах в настоящее время сдерживает развитие этой технологии.
- Yamato 1 выставлен в Кобе, Япония
- Передняя часть Yamato 1
- A MHD thruster from the boat, at the Ship Science Museum in Tokyo.